# Marcus Zegarowski
Marcus Zegarowski (Massachusetts, 3 de agosto de 1998) é um basquetebolista americano do Vanoli Cremona da Itália. 
Ele jogou basquete universitário na Universidade de Creighton e foi selecionado pelos Nets como a 49º escolha geral no Draft da NBA de 2021.

## Carreira no ensino médio
Zegarowski frequentou o Hamilton-Wenham Regional High School, onde, como calouro, obteve uma média de 20 pontos. Ao lado de seu irmão gêmeo, Max, Marcus liderou o time a uma temporada invicta e ao primeiro título estadual de basquete da Divisão 4 da escola. Os dois Zegarowskis foram transferidos para a Tilton School, em New Hampshire, para sua segunda temporada. Marcus teve médias de 23 pontos, cinco rebotes e seis assistências em seu terceiro ano. Ele liderou a equipe para a Final da Classe AA, onde eles perderam para a Cushing Academy. 
Em seu último ano, Zegarowski foi nomeado o Jogador do Ano da NEPSAC AA e marcou 57 pontos, o recorde de sua carreira, na vitória por 118–116 sobre o South Kent School. Ele marcou 24 pontos em uma vitória por 99-92 sobre a St. Andrew's School, quando Tilton ganhou o título da Classe AA. 
Zegarowski se comprometeu com a Universidade de Creighton.

## Carreira universitária
Em 3 de fevereiro de 2019, Zegarowski fraturou a mão e perdeu três jogos. Quando calouro, ele se tornou o armador titular de Creighton e teve médias de 10,4 pontos, 3,4 assistências e 3,2 rebotes. Ele foi nomeado para a Equipe de Novatos da Big East. 
Zegarowski teve uma lesão no quadril que o obrigou a perder a viagem de exibição do time à Austrália. Em 30 de novembro, ele registrou 32 pontos, cinco assistências e duas roubadas de bola em uma vitória por 83-76 sobre o Texas Tech. Em 7 de março, Zegarowski sofreu uma lesão no joelho direito durante o jogo contra Seton Hall, mas ainda conseguiu fazer 23 pontos, seis rebotes e cinco assistências na vitória. Ele foi submetido a uma cirurgia artroscópica após o jogo e não jogou mais na sua segunda temporada. Zegarowski teve médias de 16,1 pontos e 5,0 rebotes em seu segundo ano, acertando 42,4% na faixa de três pontos. Ele foi nomeado para a Segunda-Equipe da Big East e para a Segunda-Equipe All-American pela NBC Sports.
Em sua terceira temporada, Zegarowski teve médias de 15,8 pontos, 4,3 assistências, 3,6 rebotes e 1,3 roubos de bola e liderou a Big East com 80 cestas de três pontos. Ele foi nomeado para a Primeira-Equipe da Big East e liderou a equipe para o Sweet 16 do Torneio da NCAA. Após a temporada, ele se declarou para o Draft da NBA de 2021.

## Carreira profissional
Zegarowski foi selecionado pelo Brooklyn Nets como a 49ª escolha do Draft da NBA de 2021. Zegarowski foi posteriormente incluído no elenco dos Nets na Summer League de 2021.

## Estatísticas

### Universitário
| Ano      | Equipe    | PJ | PT | MPJ  | AP   | 3P   | LL   | RT  | AS  | BR  | TO | PPJ  |
| -------- | --------- | -- | -- | ---- | ---- | ---- | ---- | --- | --- | --- | -- | ---- |
| 2018–19  | Creighton | 32 | 16 | 28.6 | .453 | .426 | .769 | 3.2 | 3.4 | .9  | .0 | 10.4 |
| 2019–20  | Creighton | 31 | 30 | 34.6 | .488 | .424 | .763 | 3.8 | 5.0 | 1.1 | .1 | 16.1 |
| 2020–21  | Creighton | 29 | 29 | 33.6 | .464 | .421 | .786 | 3.6 | 4.3 | 1.3 | .1 | 15.8 |
| Carreira | Carreira  | 92 | 75 | 32.2 | .468 | .423 | .772 | 3.5 | 4.2 | 1.0 | .0 | 14.1 |

## Vida pessoal
O irmão mais velho de Zegarowski, Michael Carter-Williams, joga no Orlando Magic e foi nomeado Novato do Ano em 2014. Sua irmã mais velha, Masey, joga na Bryant University. Zegarowski tem um irmão gêmeo, Max, que joga na Franklin Pierce University. Sua mãe, Amanda, é técnica de basquete.